# داخل حسن جريو
الدكتور داخل حسن جريو حاصل على شهادة الدكتوراه في مجال الهندسة الإلكترونية من جامعة برونيل البريطانية عام 1972، ويشغل حالياً منصب رئيس الأكاديمية العراقية، ولقد تولى رئاسة جامعة البصرة، ورئاسة الجامعة التكنولوجية في بغداد، وهيئة المعاهد الفنية.
ألف الدكتور داخل الكثير من المؤلفات والمشاركات العلمية، وترجم العديد من الكتب وحققها ونال عدة جوائز علمية. ويعتبر الأول في العراق الذي نال شهادة الدكتوراه في مجال هندسة النظم والحاسوب.

## شهاداته العلمية
حصل الدكتور داخل حسن على أبرز الشهادات العلمية ومنها:
- بكالوريوس شرف B.Sc.Eng  في الهندسة الكهربائية من جامعة لندن في عام 1966.
- دبلوم ستي اند كلدز  A.C.G.I  أمبريال كولج من جامعة لندن، إنكلترا في عام 1966.
- شهادة ماجستير في التكنولوجيا M.Tech اختصاص هندسة المنظومات من جامعة برونيل في إنكلترا عام 1967.
- شهادة دكتوراه فلسفة Ph.D في الهندسة الكهربائية والإلكترونية من جامعة برونيل، إنكلترا في عام 1972.

## من مؤلفاته
- برمجة الحاسبات الألكترونية للعلوم والهندسة (باللغة الأنكليزية) - مديرية دار الكتب - جامعة البصرة 1976.
- أحاديث من جامعة البصرة.
- أسس التصميم المنطقي وتطبيقاته - مديرية دار الكتب - جامعة البصرة 1982.
- هندسة التحكم الآلي وتطبيقاتها – مديرية دار الكتب - جامعة الموصل 1986.
- أوراق جامعية - منشورات المجمع العلمي العراقي - 2005.
- أيام في الذاكرة - مركز وثائق البصرة 1991.
- كتابات ثقافية - منشورات المجمع العلمي العراقي - 2005.
- العراق في أيامه الصعبة – منشورات دار دجلة – عمان – الأردن - 2012.
- المثقف العربي والتحديات المعاصرة - منشورات المجمع العلمي العراقي - 2004.
- الهندسة والتقانة وآفاق المستقبل - منشورات المجمع العلمي العراقي - 2004.
- رحلة في ذاكرة الزمن - دار دجلة - عمان ، الأردن - 2018.

## الجوائز والأوسمة
- جائزة الدولة التشجيعية حسب كتاب ديوان رئاسة الجمهورية المرقم 28586 في 9 محرم 1410هـ/ الموافق 10 آب 1989 من هيئة تكريم العلماء والمبدعين والمفكرين في 30 ايلول 1989.
- نوط الاستحقاق العالي حسب المرسوم الجمهوري المرقم 180 في 23 آب 1993.
- نوط الاستحقاق العالي حسب المرسوم الجمهوري المرقم 70 في 30 آذار 2000.
- وسام العلم في عام 2001 حسب قانون رعاية العلماء رقم 1 لسنة 1993.
- شارة العلم في عام 2001 حسب قانون رعاية العلماء رقم 1 لسنة 1993.
- وسام الأستاذية من جامعة البصرة 1985.
- وسام الأستاذية من هيئة التعليم التقني 2002.
- ميدالية جامعة كدانسك التقنية من بولندا 1990.
- رشح رائد الفكر العربي في الهندسة الألكترونية في مؤسسة الفكر العربي في بيروت عام 2005.
- شهادة تقديرية من الجمعية الدولية للمترجمين واللغوين العرب في عام 2009.
- شهادة تقديرية من وزارة الاقتصاد الوطني من سلطنة عمان في عام 2013.

## وصلات خارجية
- الموقع الشخصي